# Hippolyte Délié
Hippolyte Délié, né à Marcenay le 25 mai 1841 et mort à Tarbes le 11 février 1899, est un photographe français.
Actif en Égypte, où il a été associé avec Émile Béchard, il est rattaché au courant orientaliste. 

## Biographie
Hippolyte Délié naît le 25 mai 1841 à Marcenay, en Côte-d'Or, d'un père cultivateur. À partir de 1869, il travaille comme photographe en Égypte, où il s'associe à Émile Béchard au Caire. À l'instar de leurs confrères, tels Antonio Beato, Ermé Désiré ou Hippolyte Arnoux, Délié et Béchard photographient les rues des villes et leurs habitants, les monuments et antiquités de l'Égypte, et réalisent des portraits en studio. L'atelier, baptisé Au jardin de l'Esbékieh, commercialise de nombreuses photos-cartes auprès des touristes. Au verso de certaines, le timbre à sec comporte la mention « Succursale de la maison Pierson de Paris » ou « Succursale de la maison Pierson, boulevard des Capucines, 3, Paris », témoignant d'un lien établi avec l'atelier de Pierre-Louis Pierson.
En 1871, Délié et Béchard sollicitent auprès de l'égyptologue Auguste Mariette l'autorisation de photographier les salles et objets du musée de Boulaq, dont il est le directeur et qu'il a fondé en 1858, en même temps que le Service de conservation des antiquités de l'Égypte. Favorable au projet, Mariette collabore avec eux en choisissant les objets dignes d'intérêt et en écrivant les textes. L'Album du musée de Boulaq, illustré de quarante planches photographiques, paraît en 1872. L'ouvrage, un des premiers en son genre, a contribué à faire connaître l'Égypte pharaonique hors de ses frontières. L'association entre Délié et Béchard prend fin en 1873. L'un et l'autre poursuivent seuls leur activité.
Tandis qu'Émile Béchard reste au Caire, Hippolyte Délié quitte l'Égypte et, en 1878, reprend un fonds de photographie appartenant à Eugène Disdéri, et situé au 6, boulevard des Italiens à Paris,. Marié en 1882,, il revend deux ans plus tard, pour la somme de 60 000 francs, l'atelier à Paul Vieux-Rochas, photographe, et Auguste Clément Bannel, ingénieur.
Il quitte Paris pour Tarbes vers 1890, et y reprend l'atelier Sereni, place Brauhauban. Outre des travaux photographiques, il propose pastels, émaux, peintures à l'huile et aquarelles. C'est dans cette ville qu'il meurt, le 11 février 1899.

## Photographies

### Atelier Délié et Béchard

Œuvres de l'atelier Délié et Béchard
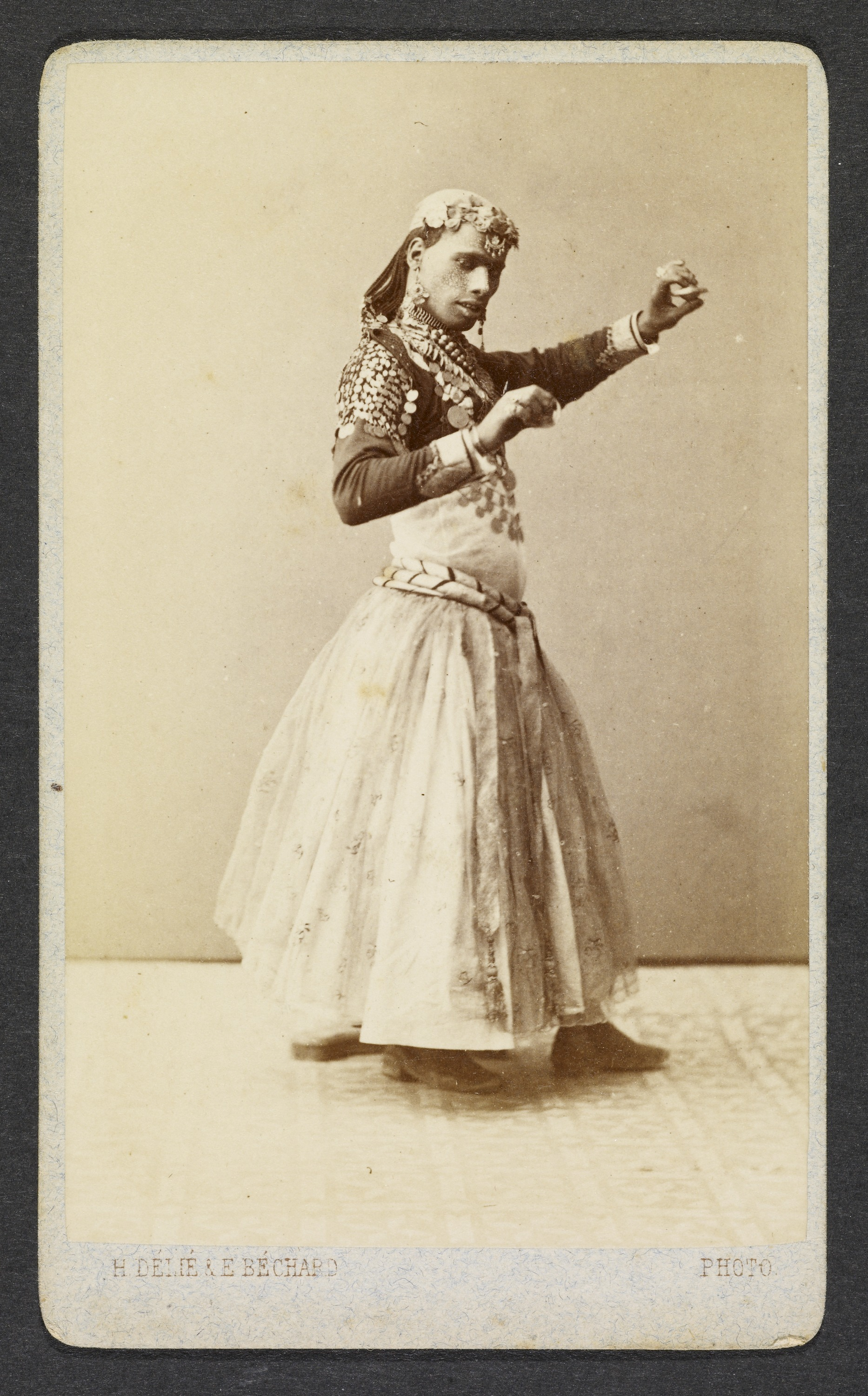
[Portrait d'un danseur en costume], portrait-carte.
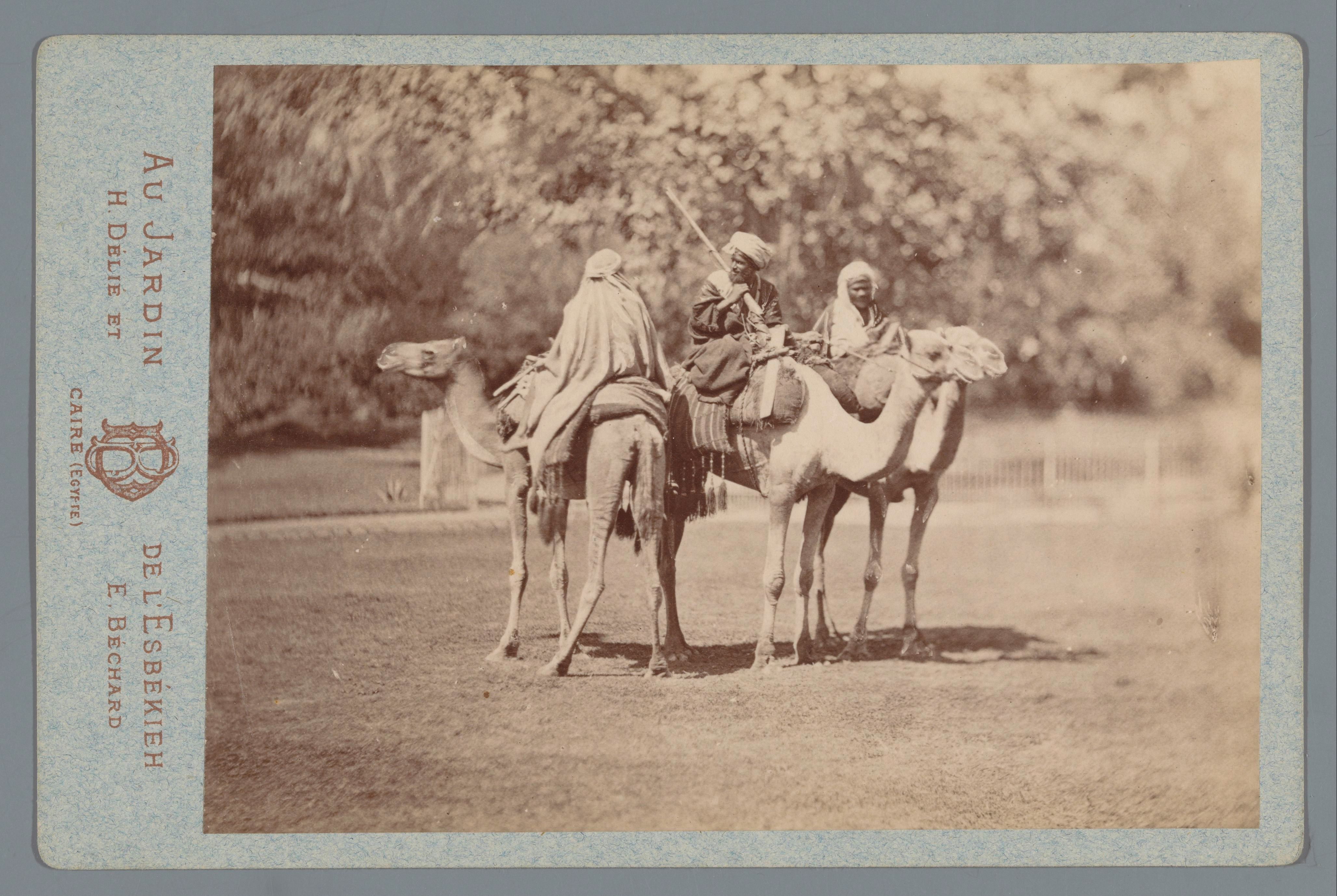
[Trois hommes à chameau], portrait-carte, 1869-1890, Amsterdam, Rijksmuseum.
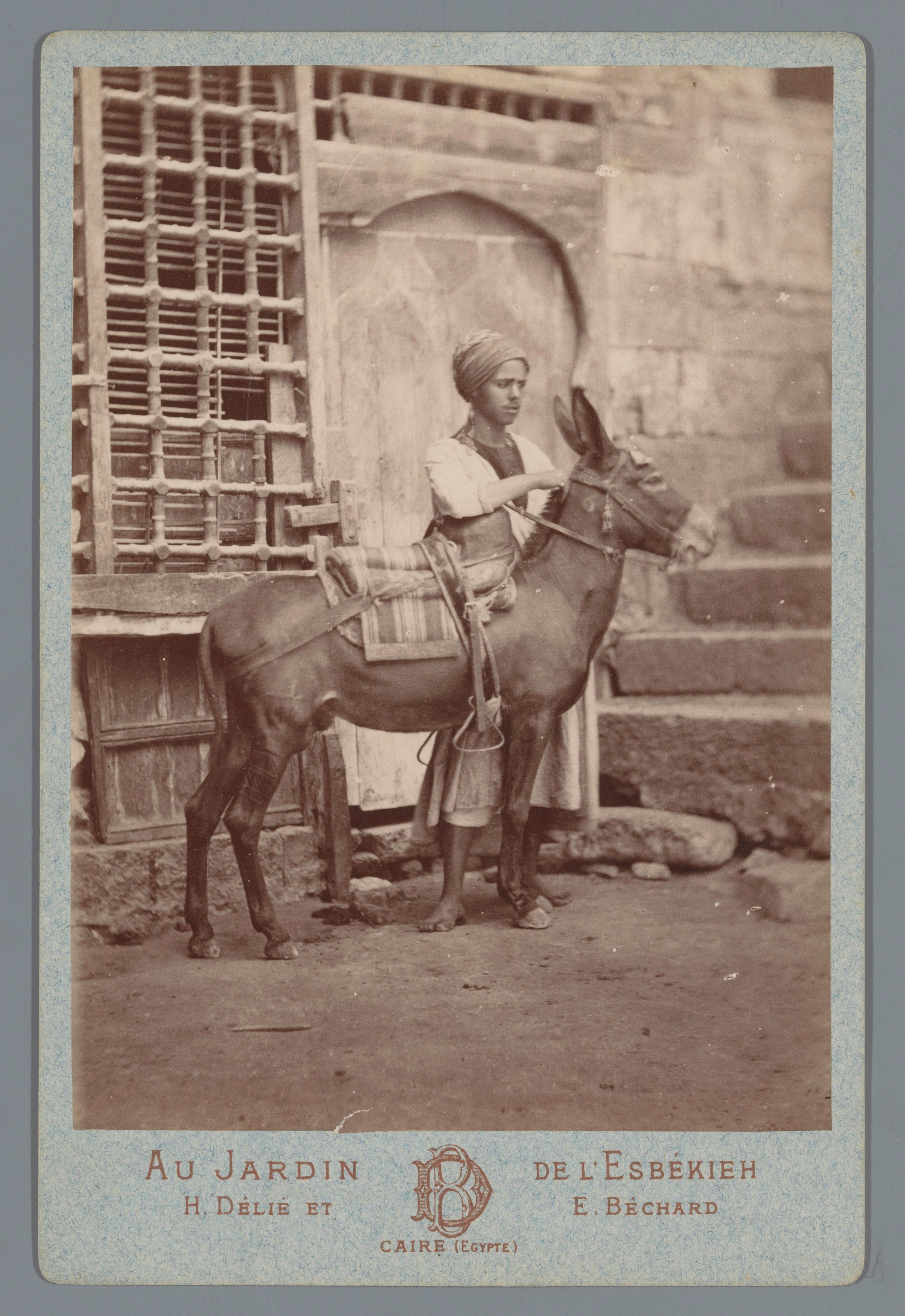
[Jeune homme et son âne], portrait-carte, 1869-1890, Amsterdam, Rijksmuseum.
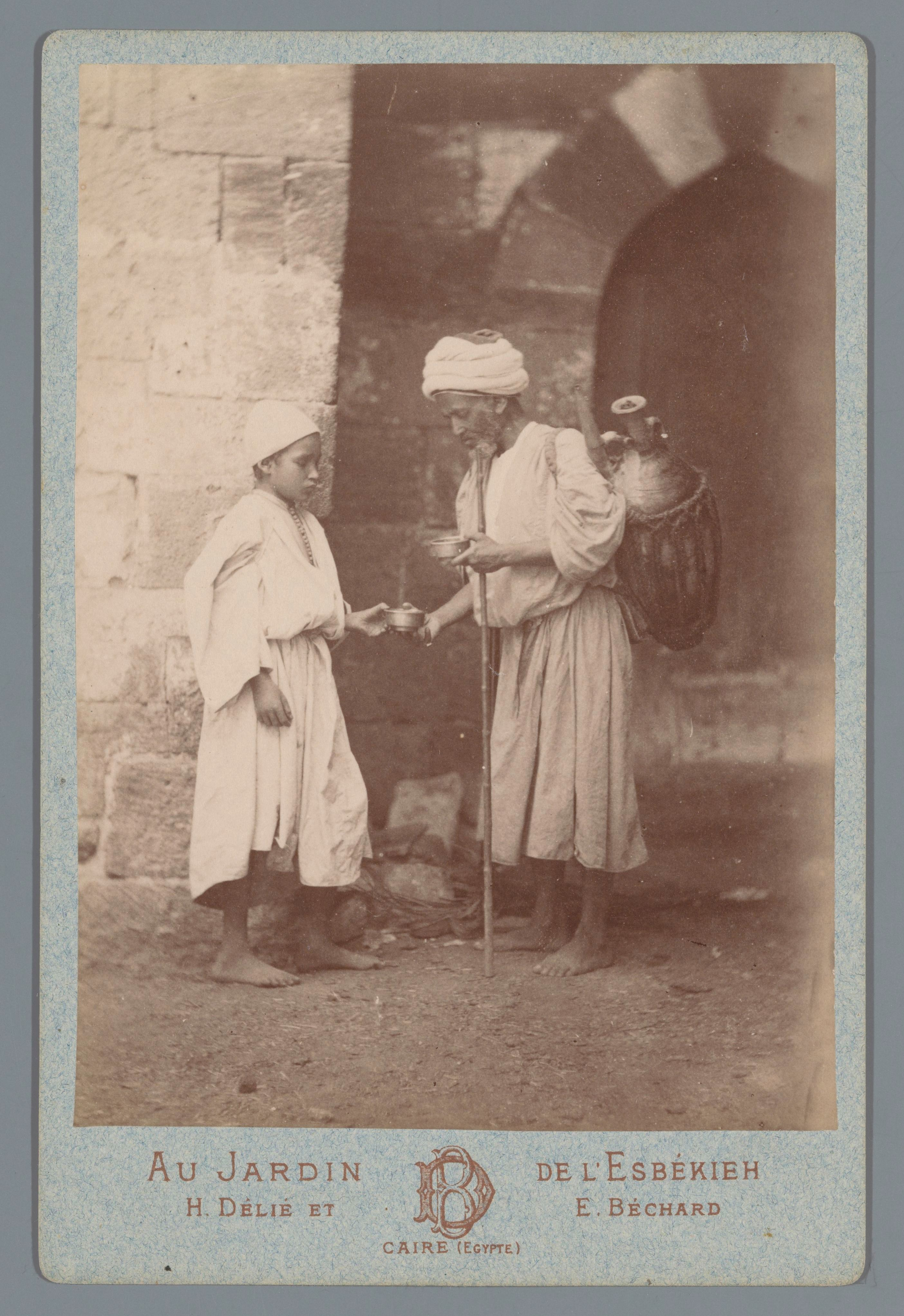
[Porteur d'eau et jeune garçon], portrait-carte, 1869-1890, Amsterdam, Rijksmuseum.
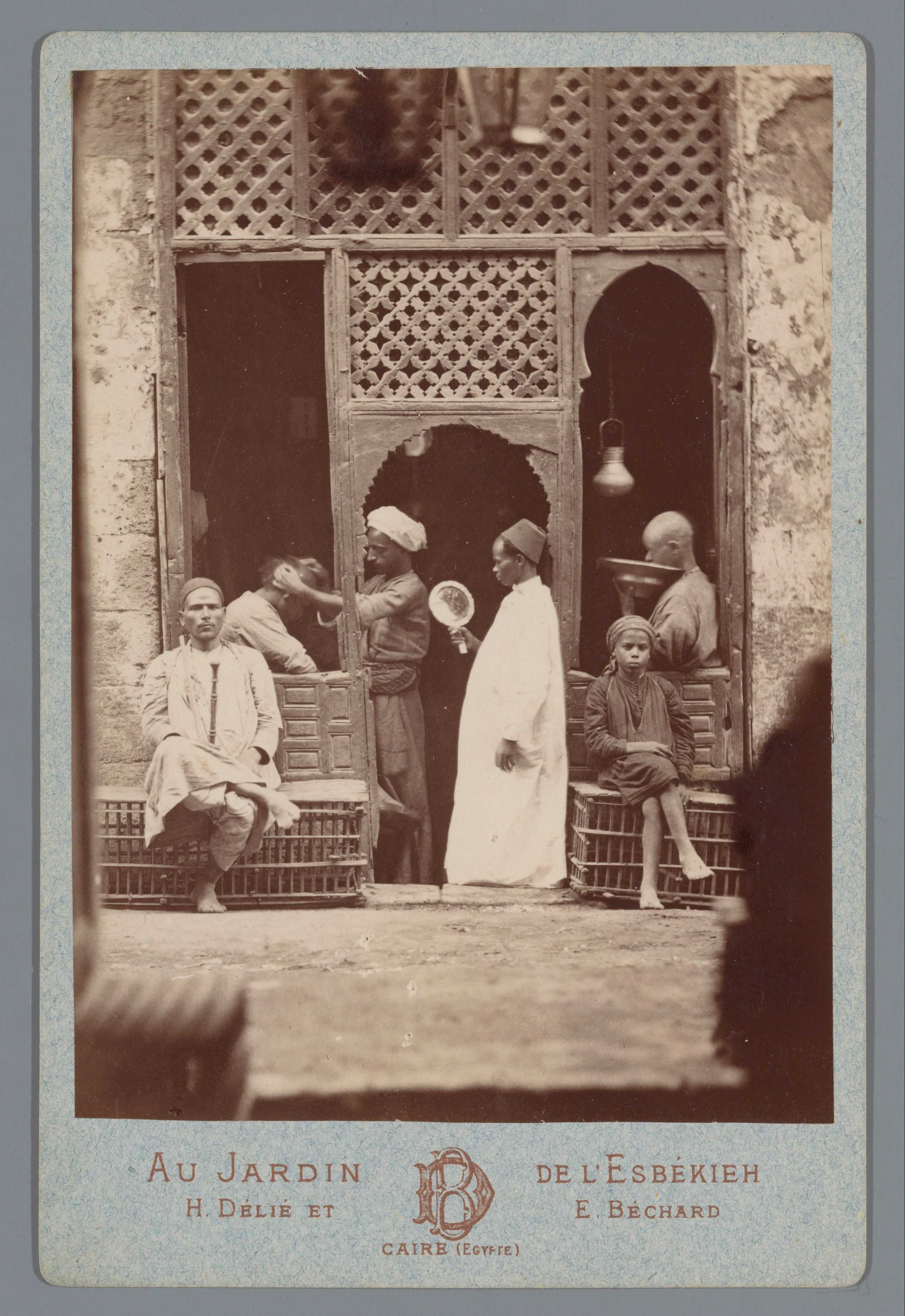
[Groupes d'hommes chez le barbier], portrait-carte, 1869-1890, Amsterdam, Rijksmuseum.
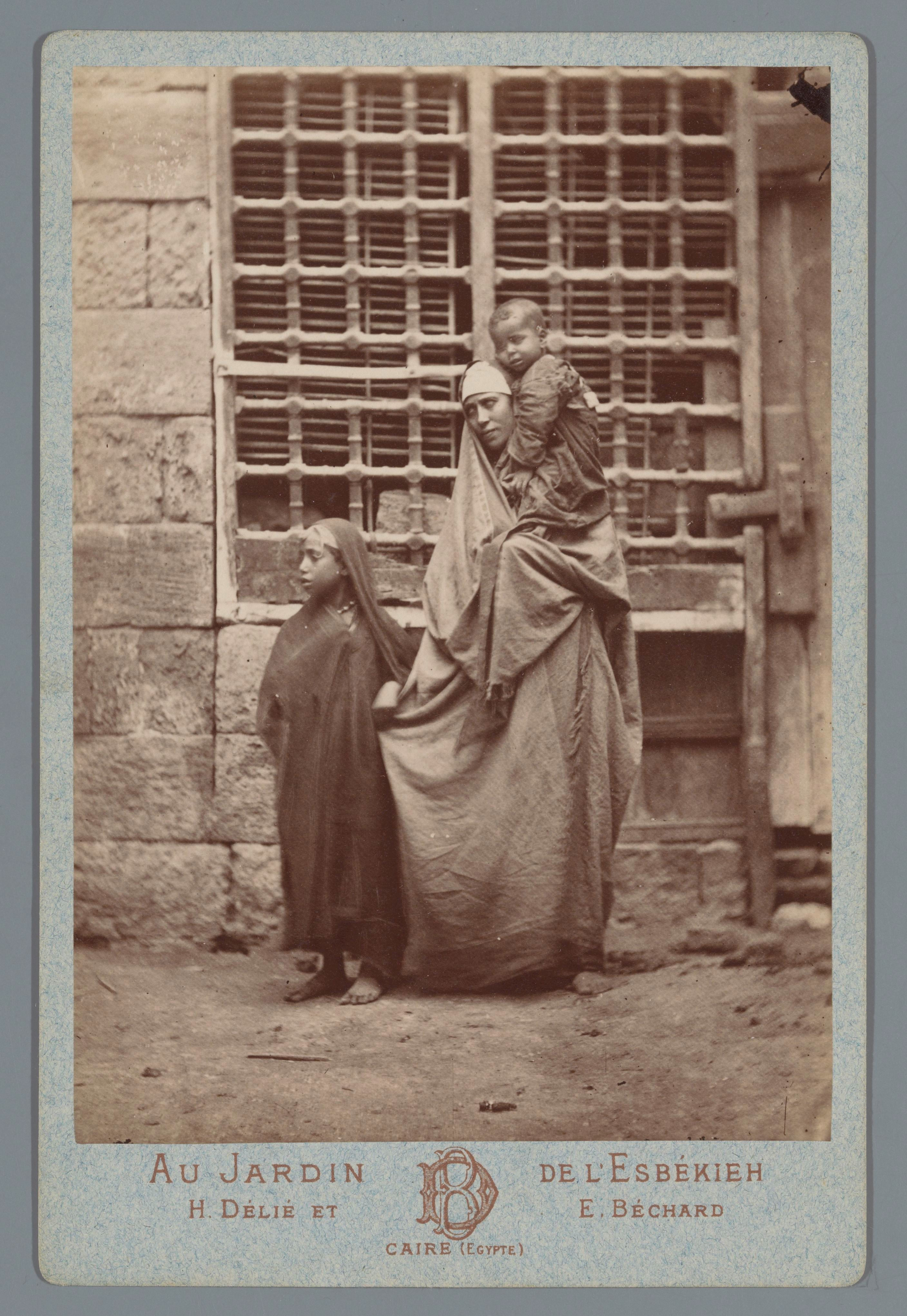
[Femme et enfants], portrait-carte, 1869-1890, Amsterdam, Rijksmuseum.
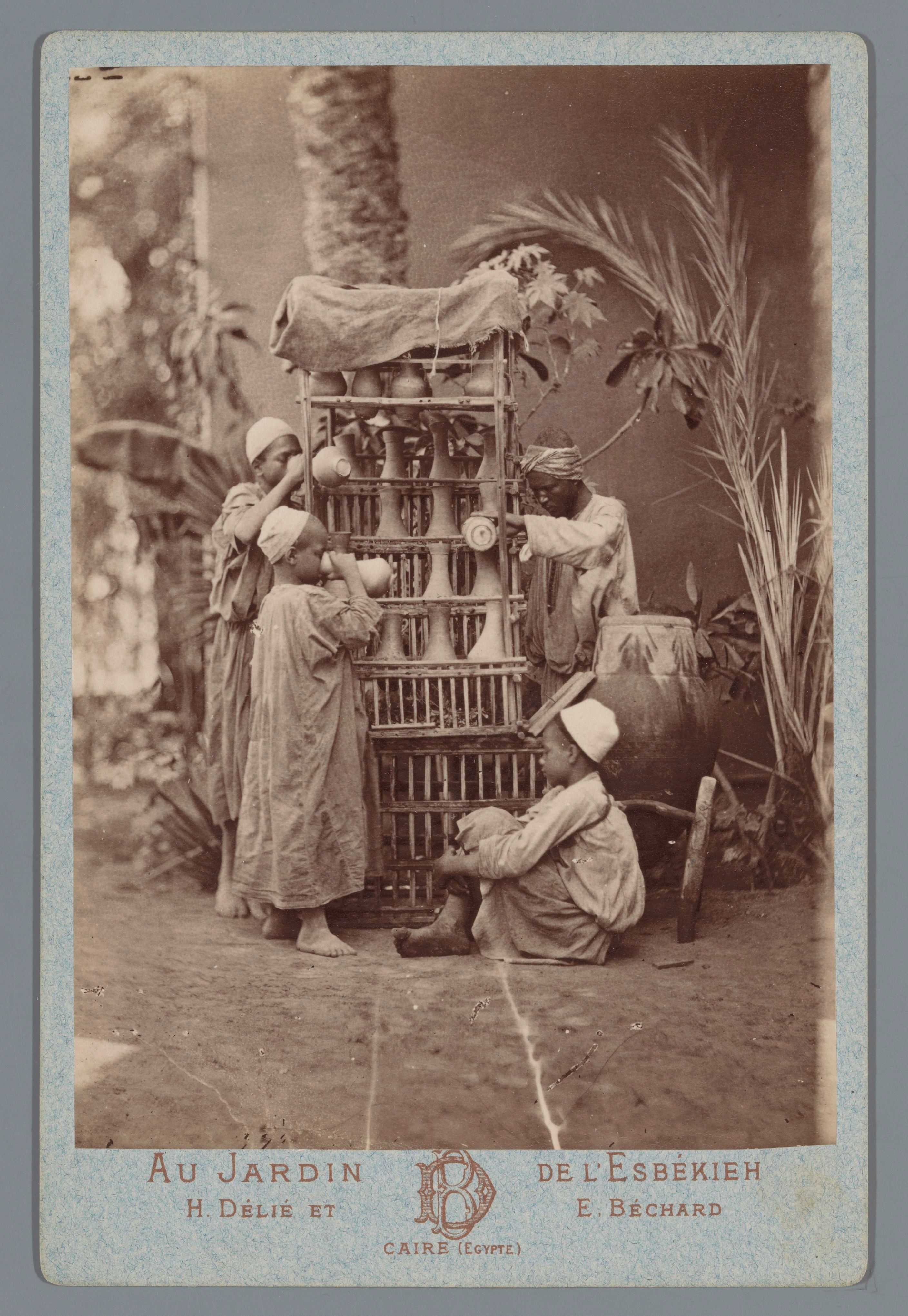
[Garçons devant une étagère], portrait-carte, 1869-1890, Amsterdam, Rijksmuseum.
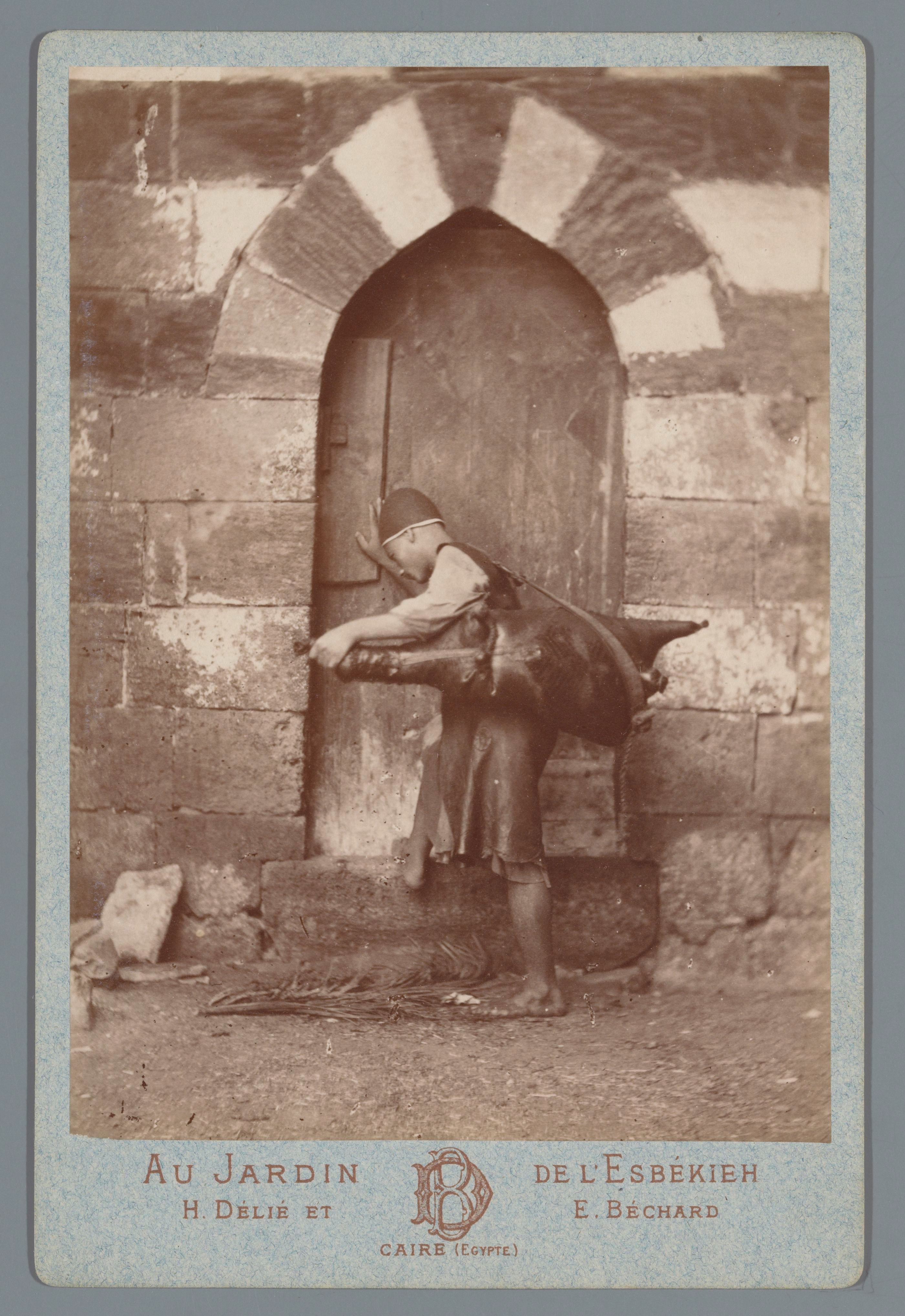
[Jeune homme devant une porte], portrait-carte, 1869-1890, Amsterdam, Rijksmuseum.
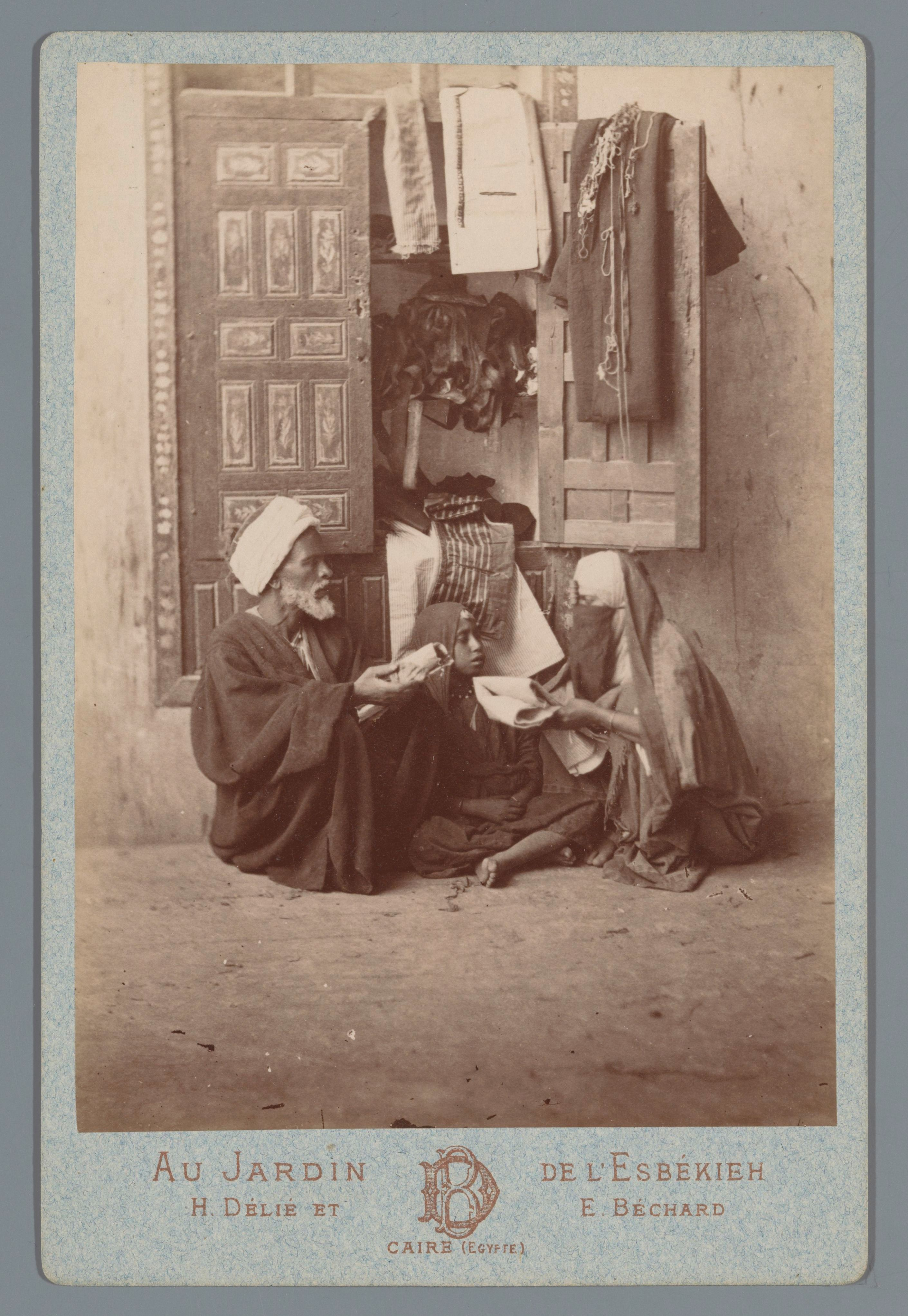
[Vendeur de tissus et sa cliente], portrait-carte, 1869-1890, Amsterdam, Rijksmuseum.
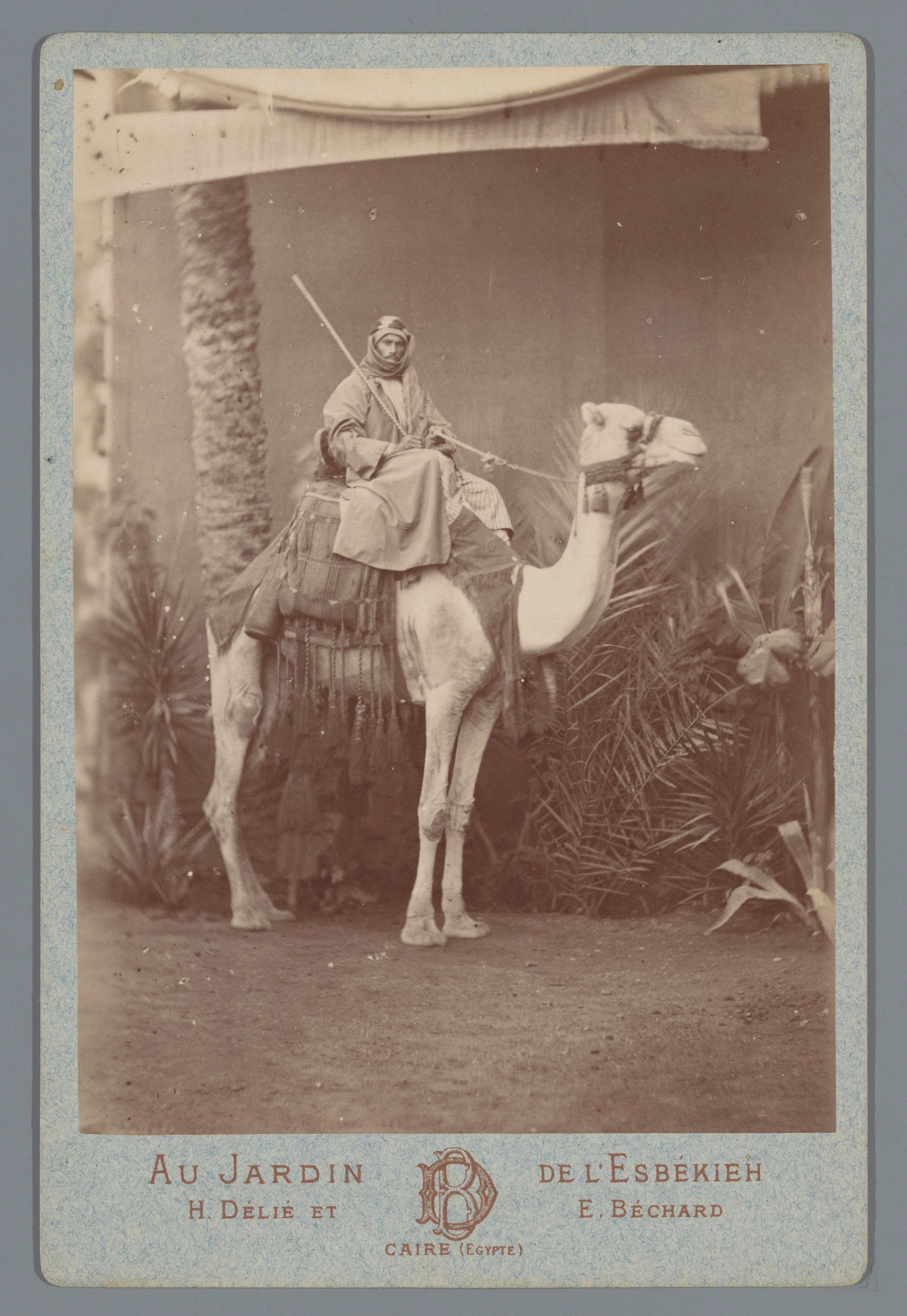
[Homme sur un chameau], portrait-carte, 1869-1890, Amsterdam, Rijksmuseum.
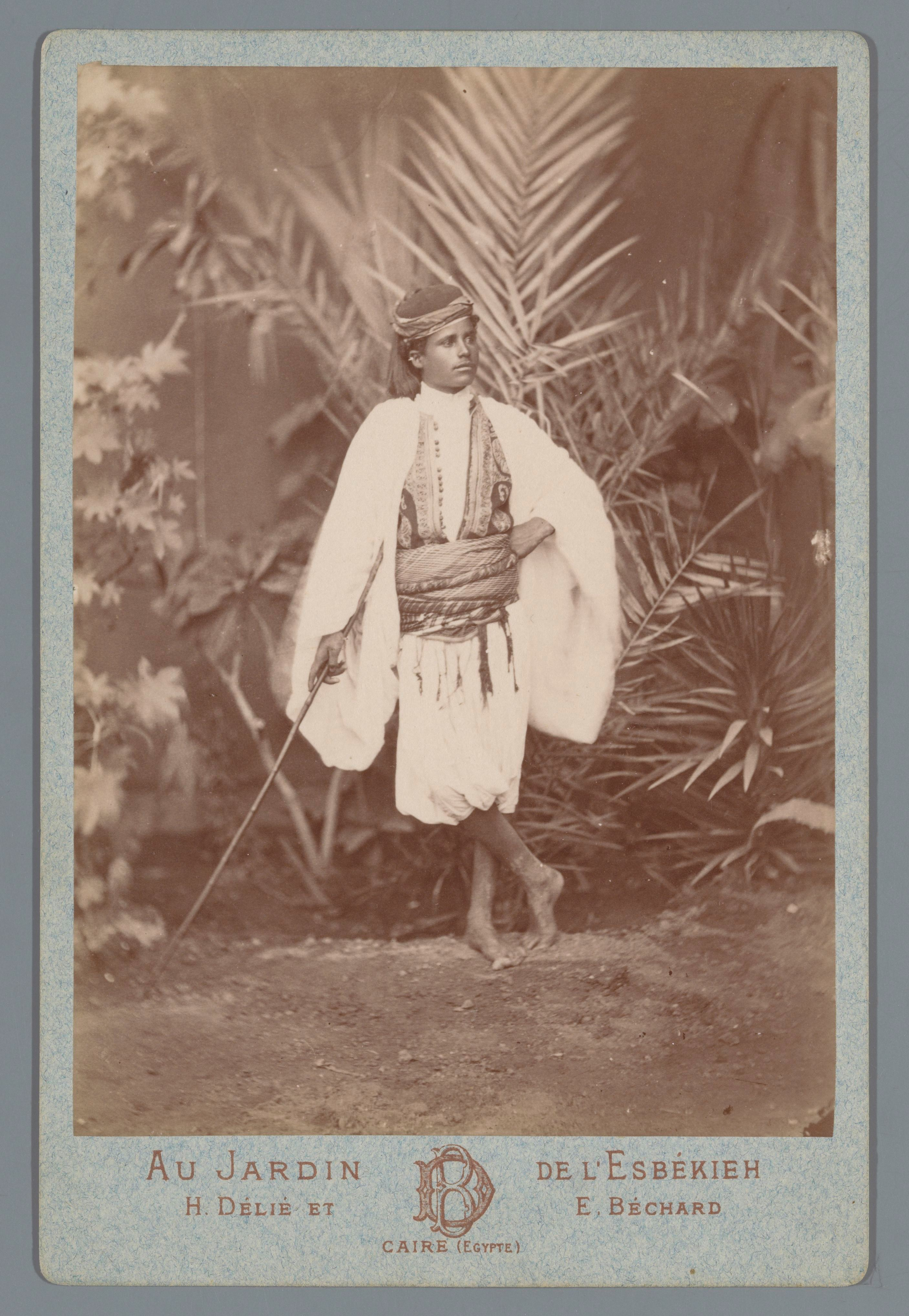
[Portrait d'un jeune homme en costume traditionnel], portrait-carte, 1869-1890, Amsterdam, Rijksmuseum.
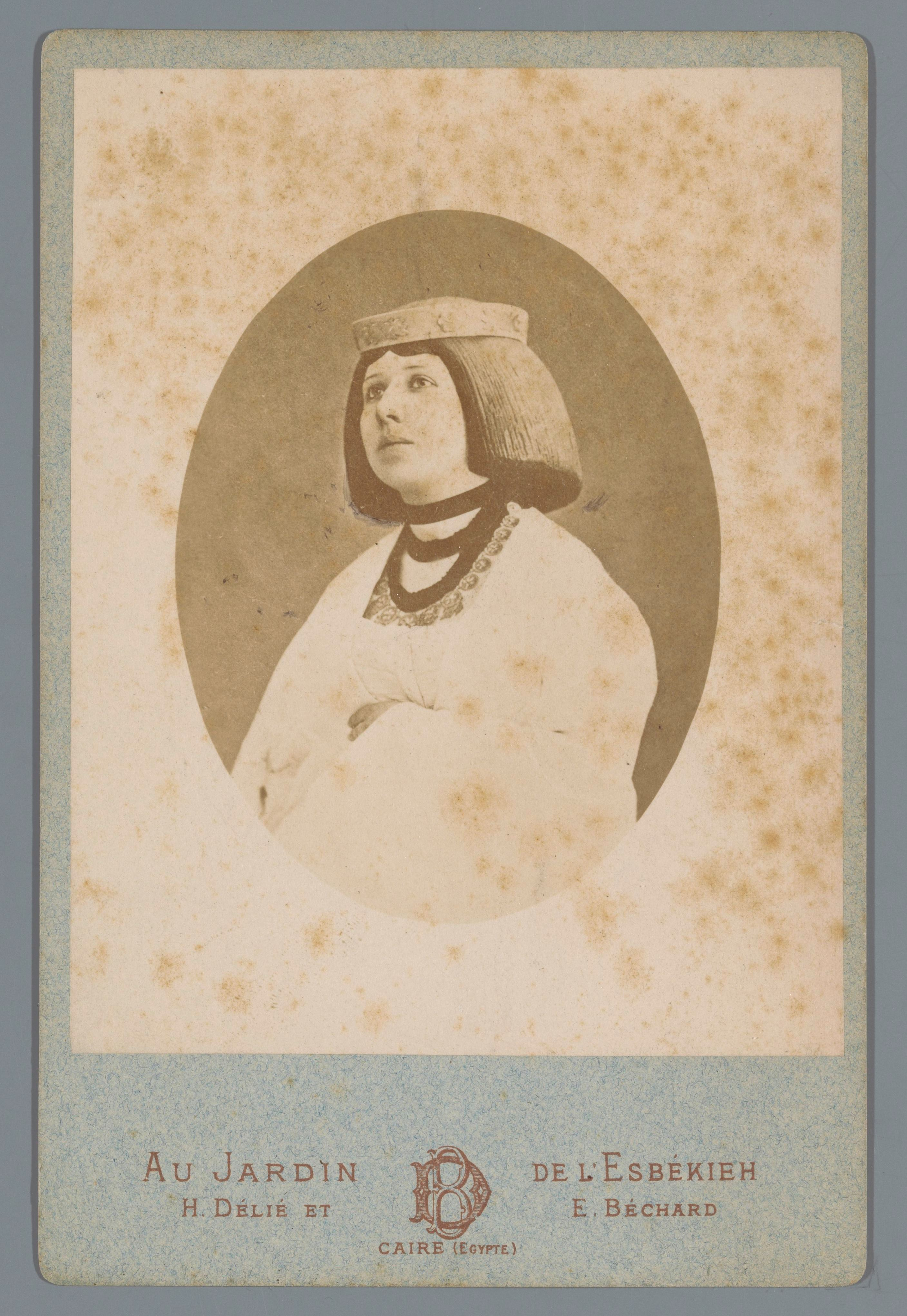
[Portrait de femme avec perruque et couvre-chef], portrait-carte, 1869-1890, Amsterdam, Rijksmuseum.
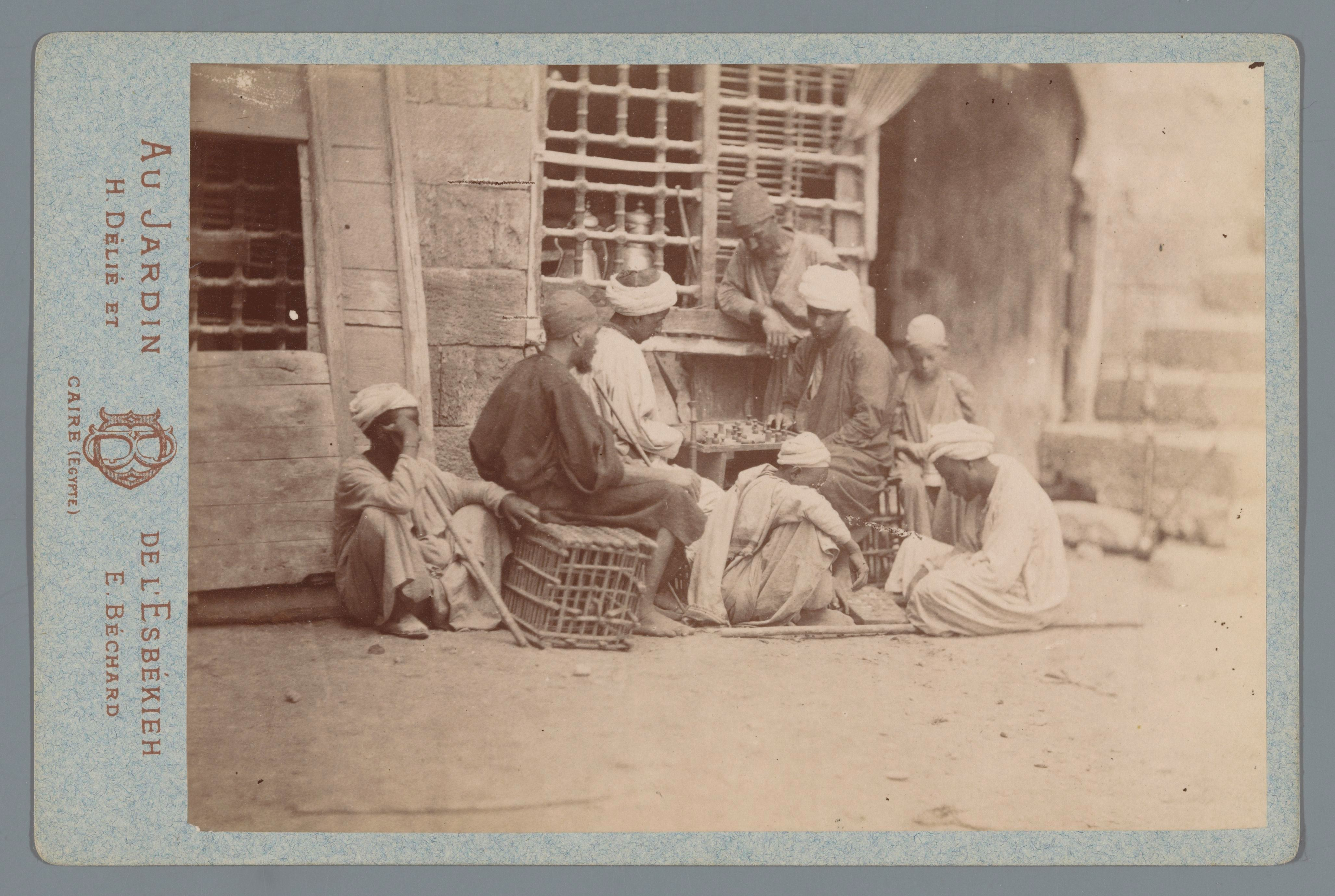
[Groupe devant un café avec un jeu de société], portrait-carte, 1869-1890, Amsterdam, Rijksmuseum.
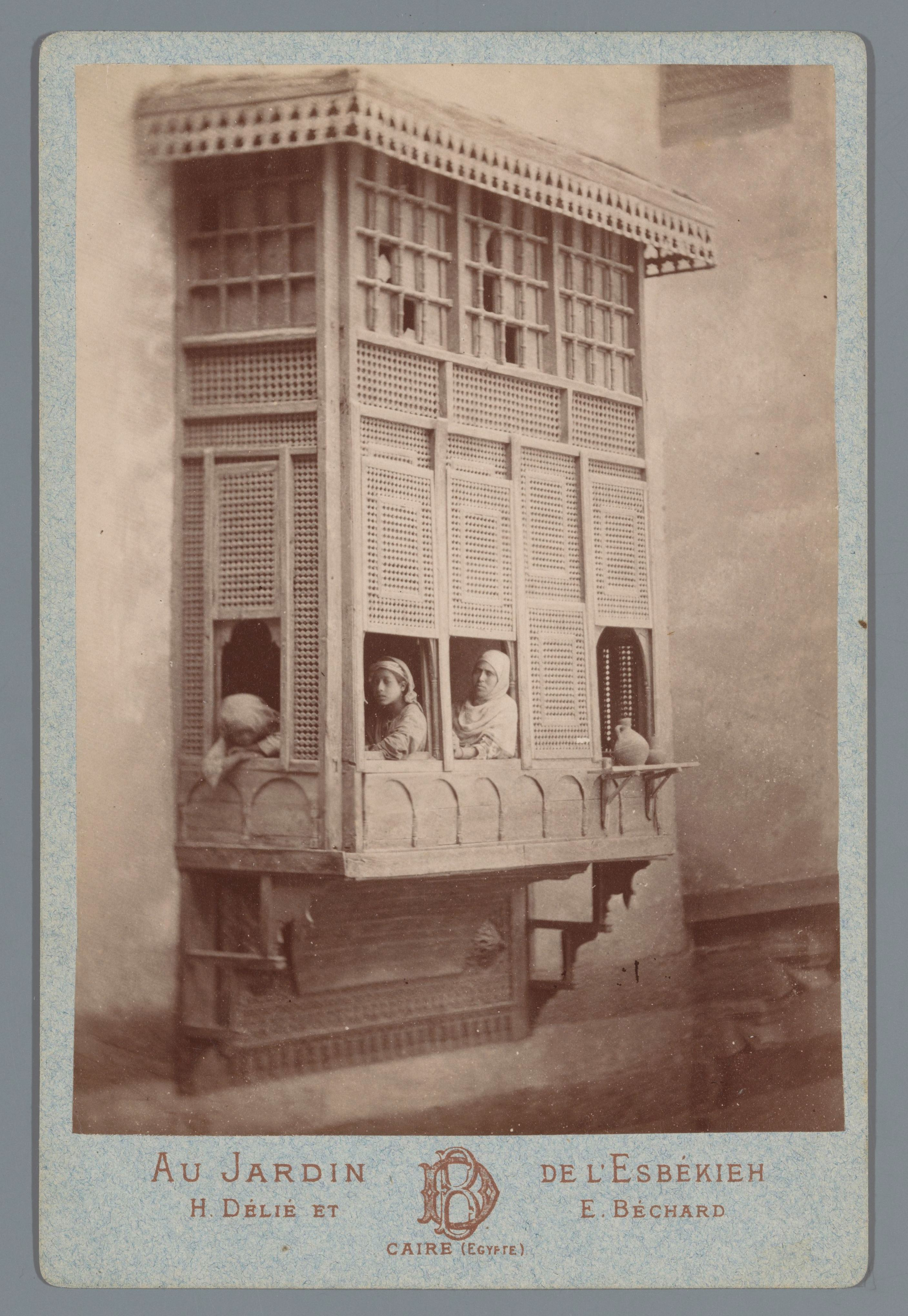
[Femmes et enfants à la fenêtre], portrait-carte, 1869-1890, Amsterdam, Rijksmuseum.

Délié et Béchard, Album du musée de Boulaq, Le Caire, Mourès & Cie, 1872
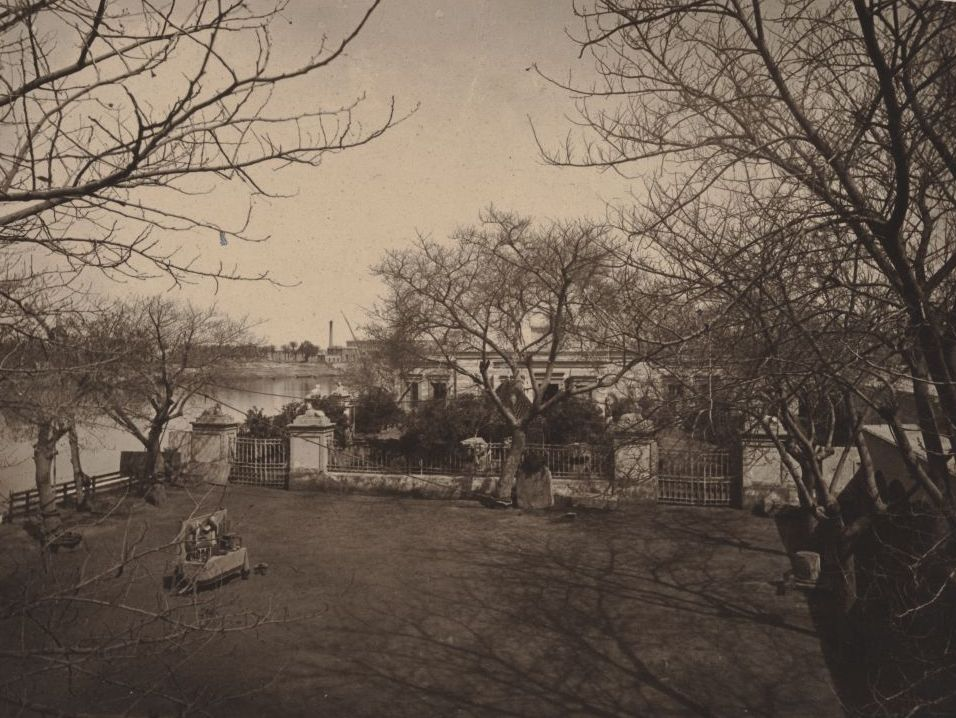
« Vues pittoresques », planche 1
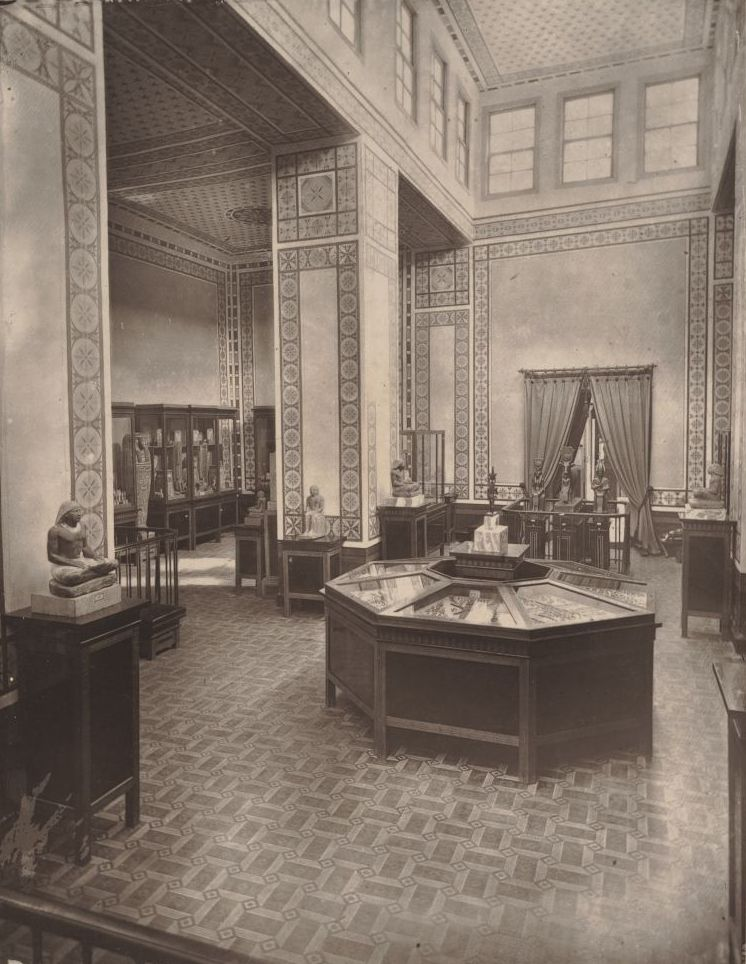
« Vues pittoresques », planche 2
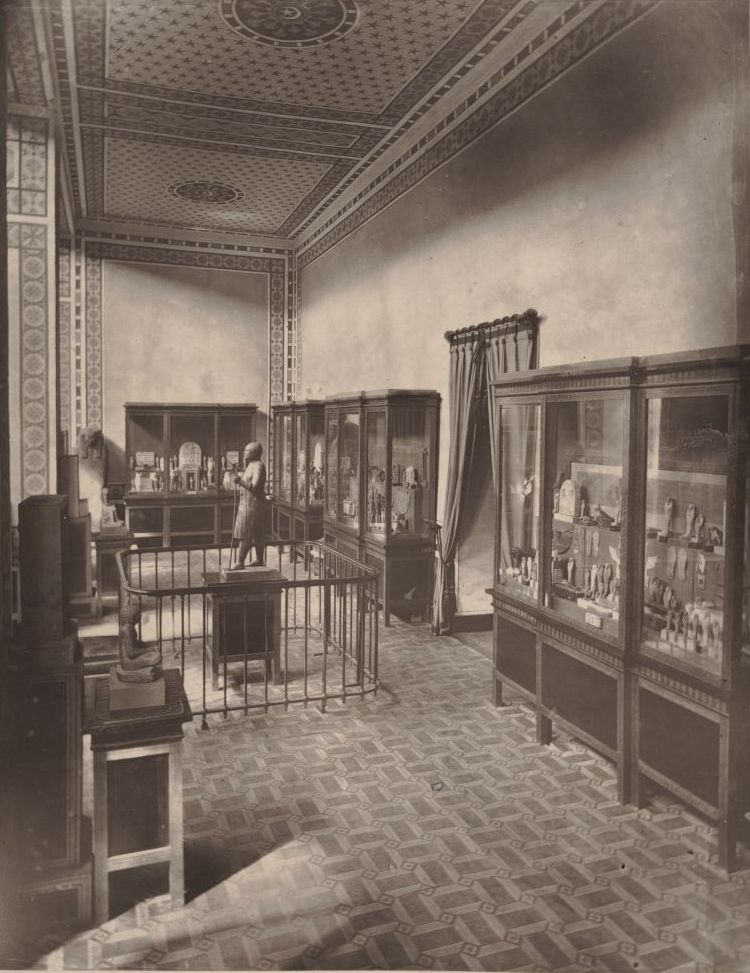
« Vues pittoresques », planche 3
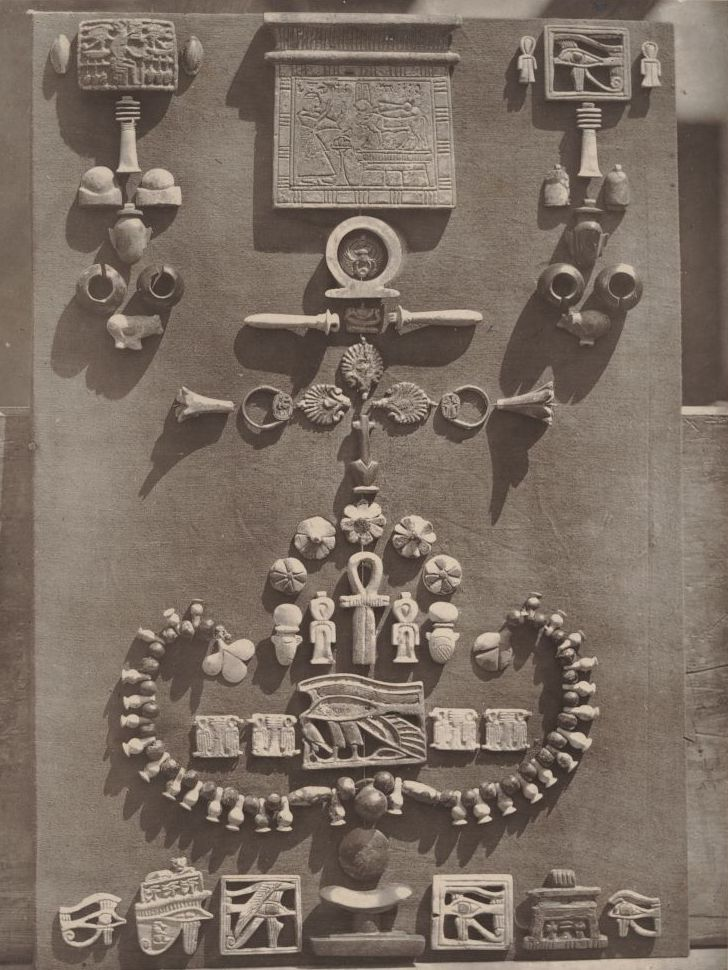
« Monuments funéraires », planche 17
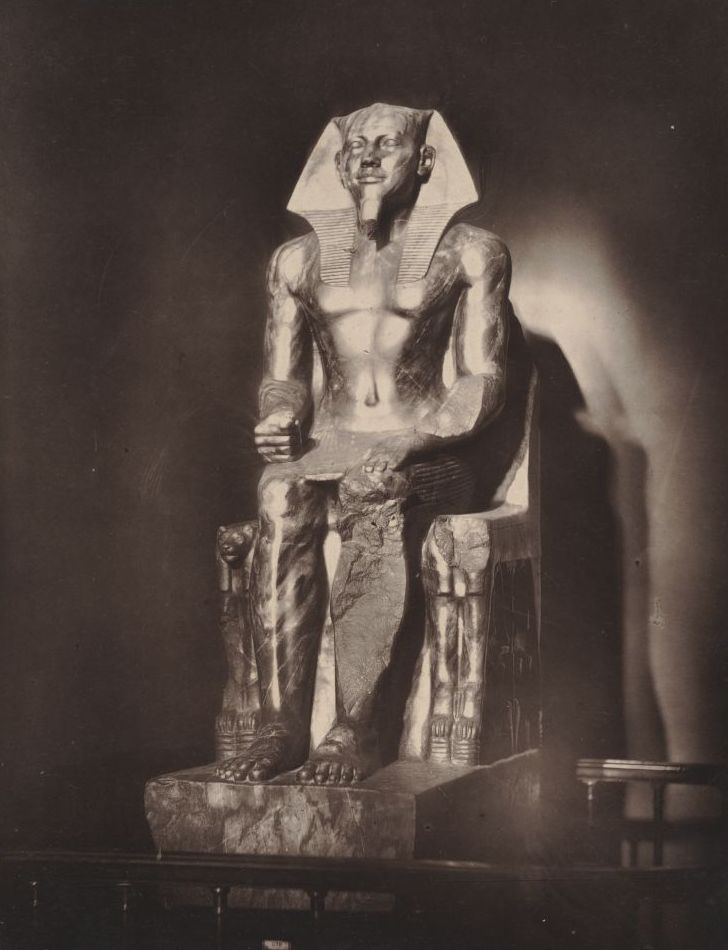
« Monuments historiques », planche 26